# Rozay-en-Brie
Rozay-en-Brie település Franciaországban, Seine-et-Marne megyében. Lakosainak száma 2840 fő (2022. január 1.). Rozay-en-Brie Lumigny-Nesles-Ormeaux, Bernay-Vilbert és Voinsles községekkel határos.

## Népesség
A település népessége az elmúlt években az alábbi módon változott:
| Lakosok száma | 2863 | 2867 | 2882 | 2826 | 2807 | 2808 | 2826 | 2819 | 2840 |
|               | 2013 | 2015 | 2016 | 2017 | 2018 | 2019 | 2020 | 2021 | 2022 |